# Różnowo (powiat olsztyński)
Różnowo (niem. Rosenau) – wieś w Polsce położona w województwie warmińsko-mazurskim, w powiecie olsztyńskim, w gminie Dywity. W latach 1975–1998 miejscowość należała administracyjnie do województwa olsztyńskiego. Różnowo jest siedzibą sołectwa. Miejscowość znajduje się w historycznym regionie Warmia.
Zdroje – kolonia wsi Różnowo, położona 1,5 km na wschód od wsi (wymieniana w 1987 r.). Nazwa najprawdopodobniej pochodzi od nazwy łąk przy których powstała ta kolonia.

## Historia
Wieś Różnowo powstała w 1354 r. na 60 włókach (ok. 1000 ha) na mocy przywileju lokacyjnego na prawie chełmińskim nadanego przez kapitułę warmińską Janowi z Łajs (Johannes von Leysen), zasadźcy i pierwszemu sołtysowi Olsztyna. Nazwa pochodzi od „villa que Rosenaw nuncupatur” (łac. miejscowość, co zowie się Rozenaw).

## Liczba ludności
Pod koniec XIX w. w Różnowie mieszkało 769 mieszkańców. W 1993 r. wieś Różnowo zamieszkiwało 516 mieszkańców, a w 2011 roku 1145. W roku 2013 liczba mieszkańców wsi wzrosła do 1208 osób.

## Transport

### Komunikacja miejska
Do Różnowa można dojechać dwoma autobusami komunikacji miejskiej MPK Olsztyn.
- nr 112 (Olsztyn, Ulica Reymonta – Dywity – Kieźliny – Różnowo – Słupy – Olsztyn, Cmentarz Poprzeczna)[9]

- nr 108 (Olsztyn, ulica Reymonta – Słupy – Różnowo – Dywity – Kieźliny – Wadąg – Olsztyn, Cmentarz Poprzeczna)[10]

### Transport drogowy
Przez Różnowo nie przechodzi droga krajowa. Najbliższa droga krajowa przebiega 2,5 kilometra od Różnowa – jest to droga krajowa nr 51.

### Drogi rowerowe
W Różnowie jest jeden odcinek drogi rowerowej o długości jednego kilometra.

## Oświata i nauka
W Różnowie jest Niepubliczne Przedszkole „Mali Odkrywcy”.
We wsi nie ma szkoły, uczniowie dojeżdżają do szkół w Olsztynie lub do szkół w gminie Dywity:
- Szkoła Podstawowa w Bukwałdzie
- Szkoła Podstawowa w Spręcowie
- Filia Szkoły Podstawowej w Zespole Szkół w Tuławkach
- Zespół szkół w Tuławkach – Szkoła Podstawowa
- Zespół szkół w Tuławkach – Gimnazjum Publiczne
- Zespół szkół w Dywitach – Szkoła Podstawowa im. „Gazety Olsztyńskiej”
- Zespół szkół w Dywitach – Gimnazjum Publiczne
- Niepubliczna Szkoła Podstawowa w Słupach

## Turystyka

### Trasy rowerowe
Przez Różnowo przebiegają dwie trasy rowerowe:
- Szlak 17 – czerwony, trasa Dywity – Bukwałd – Spręcowo – Różnowo – Dywity
  - Długość trasy: 6,5 km
  - Stopień trudności: łatwy.
  - Stopień pofalowania terenu: trasa pofalowana.
  - Znakowanie w terenie: trasa nieoznakowana.
- Szlak 18 – zielony, trasa Dywity – Różnowo – Sętal – Gady – Dywity.
  - Długość trasy: 27 km.
  - Stopień trudności: średni.
  - Stopień pofalowania terenu: trasa pofalowana.
  - Znakowanie w terenie: trasa nieoznakowana.

## Sport
Na terenie wsi Różnowo znajduje się boisko do piłki nożnej.
W 2015 r. otwarty został skatepark.
Dostępna jest także siłownia na świeżym powietrzu.